# Boris Wadimowitsch Sokolow
Boris Wadimowitsch Sokolow (russisch Борис Вадимович Соколов, wiss. Transliteration Boris Vadimovič Sokolov; * 2. Januar 1957 in Moskau, Russische SFSR, Sowjetunion) ist ein sowjetischer und russischer Historiker und Literaturwissenschaftler.
1979 promovierte er an der Staatsuniversität Moskau (als Geograf). Er arbeitete als wissenschaftlicher Mitarbeiter des Instituts für Weltliteratur und Professor an der Akademie für Slawische Kultur.
In den 1990er Jahren hat er Forschungen über Beria, Stalin, Molotow und Breschnew veröffentlicht.
Er zählt zu jenen russischen Historikern, welche die Handlungen der sowjetischen Staats- und Militärführung im Zweiten Weltkrieg kritisch beurteilen. U. a. hat er auch die sowjetische Afghanistan-Politik und die Politik Russlands gegenüber dem Baltikum kritisiert.
Werke Sokolows wurden ins Polnische, Lettische und Estnische übersetzt.

## Werke
- Bulgakow. Enzyklopädie Moskau Algoritm 2003 (Булгаков. Энциклопедия.)  ISBN 5-320-00143-6
- Der Zweite Weltkrieg. Fakten und Versionen (Вторая мировая. Факты и версии) ISBN 5-462-00445-1
- Die Okkupation. Wahrheit und Mythen Moskau AST-Press Kniga 2002 (Оккупация. Правда и мифы) ISBN 5-7805-0853-4 (online)
- Das Dritte Reich. Mythen und Wirklichkeit Jausa Eksmo 2005 (Третий Рейх. Мифы и действительность)
- Die Wahrheit über den Großen Vaterländischen Krieg Sankt Petersburg Aletejja 1998 (Правда о Великой Отечественной войне) (online text)
- Der unbekannte Schukow: Porträt ohne Retuschen im Spiegel der Epoche Minsk Rodiola Pljus 2000 (Неизвестный Жуков: портрет без ретуши в зеркале эпохи) ISBN 985-448-036-4 (online text)
- World War II Revisited: Did Stalin Intend to Attack Hitler?- In: Journal of Slavic Military Studies 11 (1998), H. 2, S. 113–141
- Josef Stalin. Macht und Blut. 2004 (Иосиф Сталин. Власть и кровь.)